# Виноградівка (Самарівський район)
Виногра́дівка — село в Україні, у Магдалинівській селищній громаді Самарівського району Дніпропетровської області. Населення за переписом 2001 року становить 363 особи.

## Географія
Село Виноградівка розташоване на відстані 1,5 км від села Новопетрівка. Поруч проходить автомобільна дорога О040410.

## Населення

### Мова
Розподіл населення за рідною мовою за даними перепису 2001 року:
| Мова            | Кількість | Відсоток |
| --------------- | --------- | -------- |
| українська      | 325       | 89.53%   |
| російська       | 29        | 7.98%    |
| вірменська      | 5         | 1.38%    |
| білоруська      | 1         | 0.28%    |
| румунська       | 1         | 0.28%    |
| інші/не вказали | 2         | 0.55%    |
| Усього          | 363       | 100%     |